# Tahorot
Tahorot (em hebraico טהורת, "Purezas") é a sexta ordem da Mishná (assim como da Tosefta e do Talmude). Esta ordem debruça-se sobre a distinção entre 'puro' e 'impuro' em termos rituais e sobre pureza familiar. Esta é a mais longa das Ordens da Mishná. Tem 12 tratados:
1. Kelim (כלים, "Utensílios").
2. Ohalot (אוהלות, "Tendas").
3. Negaim (נגעים, ‘’Pragas’’).
4. Pará (פרה, "Vaca").
5. Tohorot (טהורת, "Purezas").
6. Mikvaot (מקואות, "Piscinas de Água").
7. Nidá (נידה, "Separação").
8. Machshirin (מכשירין, "Actos preliminares de preparação").
9. Zavim (זבים, "Emissões Seminais").
10. Tebul Yom (טבול יום, "Imersão do dia").
11. Yadaim (ידיים, "Mãos").
12. Uktzim (עוקצים, "Hastes").

A ordenação dos diferentes tratados é explicada, de acordo com Rambam) da seguinte forma:
Kelim é o primeiro, uma vez que introduz os níveis de impureza e dita para cada objecto as várias impurezas que se aplicam. Ohalot segue-se por analisar o mais grave tipo de impureza, a impureza de um cadáver. Depois vem Negaim porque é o nível seguinte de impureza e porque, tal como um morto, o metzorá também transmite impureza como uma tenda. O tratado de Pará define a purificação para os tipos graves de impureza já destacados. O próximo nível é o das impurezas mais leves Tohorot e o seu método de purificação que é a imersão (Mikvaot). Nidá segue-se por ser um nível menor de impureza mas ter a facto de se aplicar exclusivamente a uma parte das pessoas (ou seja, as mulheres). Makshirin, Zavim e Tebul Tom seguem-se a Nidá baseadas na ordem de menção nas Escrituras. O próximo nível de impureza é de decreto rabínico apenas (Yadaim). Finalmente, Uktzin é colocado em último por ser restrito e não ter base nas Escrituras, sendo as suas leis apenas derivadas do raciocínio dos Sábios.
Apenas existe uma Guemará do Talmude Babilónico para o tratado de Nidá. Isto justifica-se por a maioria das outras leis de pureza e impureza não se aplicarem quando o Templo de Jerusalém não existe. O Talmude Yerushalmi (ou de Jerusalém) apenas cobre quatro capítulos de Nidá.